# Tournée d'adieux (Doctor Who)
Tournée d'adieux (Closing Time) est le douzième épisode de la sixième saison de la deuxième série de la série télévisée britannique de science-fiction Doctor Who, diffusé sur BBC One le 24 septembre 2011. Il s'agit du cinquième et avant-dernier épisode de la seconde demi-saison 2011 de la série.

## Synopsis
Après les évènements de l'épisode Le Colocataire, Craig et Sophie ont eu un bébé, Alfie, et se sont installés dans une nouvelle maison. Sophie prend un week-end de vacances pour se reposer, laissant à Craig le soin de s'occuper d'Alfie. Craig a la surprise de voir le Docteur frapper à sa porte pour une visite de courtoisie, mais son visiteur est bientôt alerté par une série de perturbations électriques. Craig soupçonne que quelque chose ne va pas, mais le Docteur refuse de laisser Craig lui apporter son aide, inquiet du risque mortel que courent ceux qui sont proches de lui, à la suite des évènements de Le Complexe divin. Le Docteur est capable d'interpréter les pleurs d'Alfie et découvre que Craig a des problèmes avec la paternité.
Le lendemain, Craig et Alfie rencontrent le Docteur qui travaille comme vendeur au rayon jouets du grand magasin de la ville, utilisant son poste pour enquêter sur les variations de puissance électrique et sur le cas d'une vendeuse disparue. Après être entrés dans un ascenseur, Craig et le Docteur découvrent qu'il a été converti en téléporteur et se retrouvent à bord d'un vaisseau des Cybermen ; le Docteur parvient à inverser la téléportation avant qu'ils ne soient découverts, rendant également le téléporteur hors d'usage. Le Docteur échange des commérages avec sa collègue Val — qui croit que Craig et lui vivent ensemble et qu'Alfie est leur enfant — et apprend qu'un "rat argenté" a été aperçu dans le magasin. Par un pur hasard, le Docteur observe aussi en silence Amy et Rory faisant leurs courses, et découvre qu'Amy est l'égérie d'un parfum ("Petrichor", for the girl who's tired of waiting). Cette nuit-là, Craig et le Docteur se cachent dans le magasin et capturent un Cybermat, qui est la cause des perturbations électriques, car il absorbait l'énergie pour le vaisseau des Cybermen. Le Docteur est surpris de constater que la quantité d'énergie soutirée est minime. Le Docteur survit également à une attaque d'un Cyberman (parce qu'il était construit de pièces détachées fonctionnant mal) et ne peut expliquer comment il a pu être ramené si vite au magasin.
Le Docteur retourne chez Craig avec celui-ci pour se pencher sur le Cybermat. Lorsque Craig part quelques instants pour aller chercher du lait, le Docteur va consoler les pleurs d'Alfie, disant au bébé qu'il sait qu'il va mourir le lendemain. Le Cybermat se réactive et attaque le Docteur et Craig, mais ils parviennent à le maîtriser, saccageant la maison au passage. Le lendemain matin, le Docteur retourne seul au magasin avec le Cybermat reprogrammé, mais Craig le suit bientôt avec Alfie. Au magasin, le Docteur découvre que le vaisseau Cyberman n'est pas dans l'espace ; en fait, il s'est écrasé sur Terre il y a des siècles et est à présent enterré sous le magasin, connecté à celui-ci par une porte secrète dans le salon d'essayage. Il comprend que les lignes électriques installées pour le magasin ont aussi permis de fournir de l'énergie au vaisseau, et l'équipage de six Cybermen capte l'énergie en petites quantités et prévoit de convertir toute la race humaine quand ils auront assez de puissance. Le Docteur est bientôt capturé par les Cybermen.
Craig laisse Alfie avec Val et suit le Docteur dans le tunnel, mais il est aussi capturé par les Cybermen et mis dans une machine de conversion. Le Docteur révèle sa propre mort prochaine et tente de convaincre Craig de lutter mais la cyber-conversion semble être réalisée — jusqu'à ce que les pleurs d'Alfie résonnent dans le vaisseau via le circuit fermé de télévision. Craig lutte contre la conversion, mettant le reste des Cybermen en surcharge lorsqu'ils éprouvent douloureusement les émotions qu'ils avaient supprimées. Le Docteur et Craig s'échappent par le téléporteur alors que le vaisseau explose, l'explosion étant contenue par la caverne. Le Docteur s'éclipse, mais Craig rentre chez lui et découvre que le Docteur a utilisé le voyage dans le temps pour réparer les dégâts de la nuit précédente. Le Docteur dit à Craig qu'Alfie a à présent une bien meilleure opinion de son papa. Le Docteur part juste avant le retour de Sophie. Sophie est agréablement surprise de constater combien le week-end semble s'être bien passé pour Craig et Alfie. Craig dit à Sophie que rien d'extraordinaire n'est arrivé, mais Sophie a des doutes quand le bébé prononce le mot "Docteur".
Près de là, le Docteur dit au TARDIS qu'il sait que c'est là son dernier voyage à bord et adresse quelques mots d'adieu à un petit groupe d'enfants. Dans le futur, River Song, devenue récemment archéologue, parcourt les témoignages de ces enfants ; on la voit aussi regarder la date et le lieu de la mort du Docteur, notés dans son carnet. Elle est interrompue par Madame Kovarian et les agents du Silence ; Kovarian dit à River qu'elle leur appartient toujours, et qu'elle sera celle qui tuera le Docteur. Ils l'endorment et la placent dans un scaphandre d'astronaute, puis elle se réveille dans le lac, pour attendre le Docteur.

## Distribution
- Matt Smith : Onzième Docteur
- Karen Gillan : Amy Pond
- Arthur Darvill : Rory Williams
- Alex Kingston : River Song
- James Corden : Craig Owens
- Daisy Haggard : Sophie
- Frances Barber : Madame Kovarian
- Seroca Davis : Shona
- Holli Dempsey : Kelly
- Chris Obi : George
- Lynda Baron : Val

## Continuité
- Il est expliqué au début de cet épisode qu'il s'est écoulé près de 200 ans entre le premier épisode de la saison et celui-ci. Selon le scénariste Gareth Roberts, il s'est écoulé plus d'un siècle entre Le Complexe divin et Tournée d'adieux.
- Les Cybermen que l'on voit dans cet épisode et dans La Retraite du démon ne portent plus le logo de l'entreprise Cybus. Le Cybermat que le Docteur examine est un élément récurrent des Cybermen de l'ancienne série.
- Les personnages de Craig et de sa femme Sophie étaient au centre de l'épisode Le Colocataire et il est expliqué que le passage du Docteur en début d'épisode est une sorte de visite d'adieu comme celles qu'il avait effectuées auprès de ses anciens compagnons à la fin de l'épisode La Prophétie de Noël.
- Dans l'épisode La Retraite du démon, le Docteur prétendait déjà qu'il était capable de communiquer avec les bébés.
- Dans le magasin de jouets, le Docteur est déçu par un chien robot et dit « ça n'était pas aussi amusant que dans mon souvenir » en référence au robot-chien K9.
- La publicité sur laquelle apparaît Amy vante un produit nommé "Petrichor", mot que l'on a déjà entendu dans L'Âme du TARDIS et qui signifie « l'odeur de la terre après la pluie ». De plus, le slogan est "For the girl who's tired of waiting" (« pour la fille qui en a assez d'attendre ») renvoie à "la fille qui a attendu" titre que le Docteur a donné à Amy (voir l'épisode La Fille qui attendait).
- Outre les références à ces personnages, les paroles des deux premiers enfants sonnent comme des prophéties comme cela se faisait déjà dans les précédentes saisons quand le Docteur se rapproche d'une mort inéluctable, par exemple la prophétie de Ood Sigma, et annonce le dernier épisode de la saison, Le Mariage de River Song.
- La fin de l'épisode nous montre d'où proviennent le Stetson que porte le Docteur dans L'Impossible Astronaute, première partie ainsi que les enveloppes bleues.
- De même, cette fin replace River Song telle qu'on la voit à la fin de Allons tuer Hitler, en train de faire des travaux d'archéologie et fait le lien avec L'Impossible Astronaute, première partie en confirmant qu'elle est l'astronaute dans la combinaison qui tuera le Docteur.
- De plus, la comptine entendue dans l'épisode Terreurs nocturnes est à nouveau utilisée à la fin de l'épisode.

## Production
- Le scénariste Gareth Roberts trouvait la prestation de Craig Owens dans Le Colocataire tellement bonne qu'il a décidé de faire revenir le personnage dans un second épisode.